# Кампиља деи Фочи
Кампиља деи Фочи (итал. Campiglia dei Foci) је насеље у Италији у округу Сијена, региону Тоскана.
Према процени из 2011. у насељу је живело 929 становника. Насеље се налази на надморској висини од 248 м.